# 内藤正貞
内藤 正貞（ないとう まささだ）は、戦国時代の武将。徳川氏の家臣。

## 生涯
最初、徳川家康の小姓。元亀元年（1570年）姉川の戦いに従う。その際、味方が後退する中、落とした槍を拾うために敵中にとって返して収拾してから帰陣した。当初はその蛮勇を咎められて蟄居を命じられたが、程なくその武勇をもって赦免された。元亀3年（1572年）三方ヶ原の戦いでも敵陣に突入して武功を立てる。天正元年（1573年）浜松で村越左吉という男と口論に及んだことを父正成に咎められて放逐された。後に駿府に閉居していたが、それを聞いた家康の指示で、子の正重の所領だった武蔵埼玉郡柏間村に移住した。